# Entscheidungen des Schweizerischen Bundesgerichts

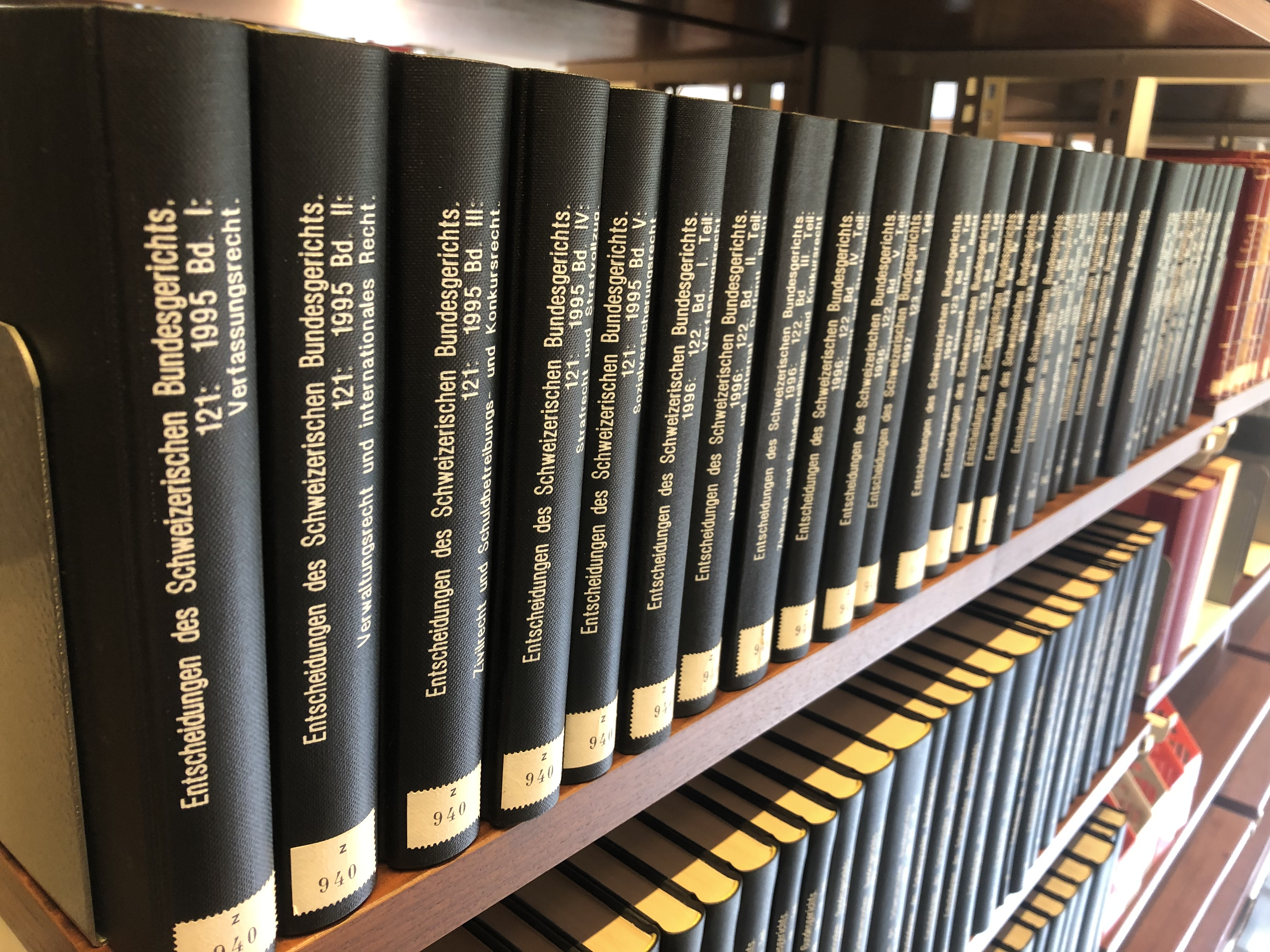
Bände der Amtlichen Sammlung der Leitentscheidungen des Schweizerischen Bundesgerichts (BGE), hier die Bände 121 und 122 (Jahre 1995 bzw. 1996).

Die Entscheidungen des Schweizerischen Bundesgerichts (abgekürzt BGE; französisch Arrêts du Tribunal Fédéral Suisse, ATF; italienisch Decisioni del Tribunale Federale Svizzero, DTF) ist die amtliche Sammlung von Entscheiden des Schweizerischen Bundesgerichts (Art. 57 f. BGG). Entscheide in dieser Sammlung heissen auch «(amtlich) publizierte Entscheide», was heute insofern überholt ist, als alle Entscheide online verfügbar sind. Jedoch werden die publizierten Entscheide in Heftform gedruckt und jährlich in gebundener Form herausgegeben.

## Gliederung
Von Band 1 (1875) bis Band 22 (1896) erschien jährlich ein Band; es gab keine Teilbände.
Von Band 23 (1897) bis Band 39 (1913) gab es jährlich zwei Teilbände ohne sachliche Benennungen. In Band 23 ist die Seitenzählung durchlaufend; ab Band 24 hat der zweite Teil eine eigene Seitenzählung.
Von Band 40 bis 67 (1914–1941) gab es drei Teilbände, von Band 68 bis 95 (1942–1969) vier Teilbände und von Band 96 bis 120 (1970–1994) fünf Teilbände mit der folgenden sachlichen Unterteilung:
I Staats- und Verwaltungsrecht
II Zivilrecht
III Schuldbetreibungs- und Konkursrecht
IV Strafrechtspflege (später: Strafrecht und Strafvollzug)
V Sozialversicherungsrecht (Fortsetzung von: Entscheidungen des Eidgenössischen Versicherungsgerichts – EVGE, 1926–1969)
Die deutschen Entscheidungstexte wurden ab Band 40 nicht mehr in Fraktur, sondern in Antiqua gesetzt.
Von Band 98 (1972) bis Band 120 (1994) wurde der erste Teilband aufgeteilt in
Ia Staatsrecht
Ib Verwaltungsrecht.
Seit Band 121 (1995) besteht folgende Einteilung:
I Verfassungsrecht
II Verwaltungsrecht
III Privatrecht
IV Strafrecht und Strafvollzug
V Sozialversicherungsrecht.

## Zitierung
Beispiel:
- deutsch BGE 131 I 185 E. 3.1 S. 191
- französisch ATF 131 I 185 consid. 3.1 p. 191
- italienisch DTF 131 I 185 consid. 3.1 pag. 191

Die von «E.» («Erwägung») gefolgten Ziffern («3.1») stehen für die entsprechende Stelle in der Gliederung des Entscheides und die auf «S.» folgende Zahl für die Seite, auf der sich die konkrete Aussage befindet.
Nicht amtlich publizierte Urteile werden mit der Dossiernummer (etwa: 5A_153/2009) und ggf. der Fundstelle in einer Zeitschrift zitiert.

## Präjudizwirkung
Inwiefern ein «publiziertes» gegenüber einem «nicht publizierten» Urteil erhöhte «Präjudizwirkung» hat, ist umstritten, genauso wie die Bindung schweizerischer Gerichte an Präjudizen (auch an ihre eigenen) überhaupt. In einem Urteil von 2008 stellte das Bundesgericht fest, dass grundsätzlich ab dem Zeitpunkt der Veröffentlichung in der Amtlichen Sammlung ein Anwalt einen neuen BGE kennen müsse. Von ihm könne indes nicht verlangt werden, dass ihm über das Internet zugängliche, «nicht publizierte» Bundesgerichtsentscheide bekannt seien.